# 蘭納爾斯敦 (密西西比州)
蘭納爾斯敦（英語：Runnelstown）是位於美國密西西比州佩里縣的普查規定居民點。

## 歷史
蘭納爾斯敦的郵局於1909年設立，其後於1914年停運。

## 人口
根據2020年美國人口普查的數據，蘭納爾斯敦的面積為4.91平方千米，皆為陸地。當地共有人口320人，而人口密度為每平方千米65.17人。